# Историко-мемориальный музей А. Я. Пархоменко
Историко-мемориальный музей А. Я. Пархоменко — музей, основанный в 1966 году в селе Пархоменко Луганской области.
Музей посвящён Александру Яковлевичу Пархоменко.

## История

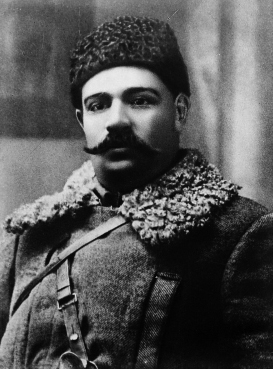
Пархоменко

Музей основан в 1954 году в селе Пархоменко на общественных началах.
Сначала экспозицию разместили в доме, где родился Александр Яковлевич.
С 1976 года работает как отдел Луганского областного краеведческого музея.
В 1986 году для музея возведено новое помещение.
В 1991 году переименован в Историко-мемориальный музей А. Я. Пархоменко.

## Экспозиция
В фонде музея есть личные вещи Пархоменко, фото и документы.
Музей издаёт буклеты и путеводители по экспозиции.
В музее 4 зала:
- Мемориальный зал, где хранятся личные вещи Александра Яковлевича.
- Экспозиция второго зала повествует об истории села.
- В третьем — хранятся документы о Пархоменко.
- В четвёртом — выставляют предметы по разным тематикам.